# Patrick Warren
Patrick Warren (New York, 26 marzo 1957) è un compositore, arrangiatore, produttore discografico e polistrumentista statunitense.
Noto per aver arrangiato le colonne sonore di Magnolia, Cinquanta sfumature di grigio, Boogie Nights, Red State, della canzone originale Glory del film Selma - La strada per la libertà, vincitore di un Premio Oscar, Golden Globe e Grammy Award, oltre che aver arrangiato le musiche delle serie televisive The Chi e True Detective. Warren ha arrangiato, suonato e registrato brani con numerosi artisti, tra cui Herb Alpert, Bruce Springsteen, Paul McCartney, Bob Dylan, Red Hot Chili Peppers, Ray LaMontagne, Tom Waits, Fiona Apple, Taylor Swift, Common, Alessia Cara, Lana Del Rey, Gwen Stefani e la cantautrice italiana Elisa.

## Colonne sonore

### Cinema
- Sydney, regia di Paul Thomas Anderson (1996)
- Boogie Nights, regia di Paul Thomas Anderson (1997)
- Magnolia, regia di Paul Thomas Anderson (1999)
- According to Spencer, regia di Shane Edelman (2001)
- Funny Old Guys, regia di David Zeiger (2003)
- Non bussare alla mia porta, regia di Wim Wenders (2005)
- Molto incinta, regia di Judd Apatow (2007)
- Across the Universe, regia di Julie Taymor (2007)
- Sunshine Cleaning, regia di Christine Jeffs (2008)
- American Teen, regia di Nanette Burstein (2008)
- Motherhood - Il bello di essere mamma, regia di Katherine Dieckmann (2009)
- The People Speak, regia di Howard Zinn (2009)
- Crazy Heart, regia di Scott Cooper (2009)
- Bloodworth - Provincie della notte, regia di Shane Dax Taylor (2010)
- Red State, regia di Kevin Smith (2011)
- Selma - La strada per la libertà, regia di Ava DuVernay (2014)
- Cinquanta sfumature di grigio, regia di Sam Taylor-Johnson (2015)
- A Santa Monica Story, regia di Patrick Bramley (2017)
- Superfly, regia di Director X (2018)
- Raymond, regia di Scott Ashby (2020)
- Alice, regia di Krystin Ver Linden (2022)

### Televisione
- Best of Chris Isaak, speciale televisivo, 2006
- Mosse vincenti, film TV, 2011
- Perspectives, serie televisiva, 2013
- Hugh Laurie: Live On The Queen Mary, speciale televisivo, 2013
- True Detective, serie televisiva, 20 episodi, 2014-2019
- Babbo bastardo 2, film TV, 2016
- Premi Oscar, premiazione, 2018
- The Chi, serie televisiva, 30 episodi, 2018-2020
- The Old Man, serie televisiva, 7 episodi, 2022
- Mo, serie televisiva, 8 episodi, 2022

## Discografia parziale
Lista parziale dei progetti discografici a cui Warren ha preso parte.
| Anno | Artista                         | Album                                |
| ---- | ------------------------------- | ------------------------------------ |
| 1989 | Charlie Sexton                  | Charlie Sexton                       |
| 1989 | Michael Penn                    | March                                |
| 1992 | Michael Penn                    | Free-for-All                         |
| 2017 | Lizz Wright                     | Grace                                |
| 2017 | Jamie Lawson                    | Happy Accidents                      |
| 2017 | The Corrs                       | Jupiter Calling                      |
| 2017 | Imelda May                      | Life Love Flesh Blood                |
| 2017 | Leslie Mendelson                | Love and Murder                      |
| 2017 | Lana Del Rey                    | Lust for Life                        |
| 2017 | Herb Alpert                     | The Christmas Wish                   |
| 2017 | Natalie Merchant                | Wonder: Introducing Natalie Merchant |
| 2017 | Gwen Stefani                    | You Make It Feel like Christmas      |
| 2018 | Thomas Dybdahl                  | All These Things                     |
| 2018 | Madeleine Peyroux               | Anthem                               |
| 2018 | Kandace Springs                 | Indigo                               |
| 2018 | Graham Nash                     | Over the Years…                      |
| 2018 | Rosanne Cash                    | She Remembers Everything             |
| 2018 | Hanson                          | String Theory                        |
| 2018 | Alessia Cara                    | The Pains of Growing                 |
| 2018 | Cat Power                       | Wanderer                             |
| 2018 | Joan Baez                       | Whistle Down the Wind                |
| 2018 | Loudon Wainwright III           | Years in the Making                  |
| 2019 | Sara Bareilles                  | Amidst the Chaos                     |
| 2019 | Maren Morris                    | Girl                                 |
| 2019 | Joshua Radin                    | Here, Right Now                      |
| 2019 | Hootie & the Blowfish           | Imperfect Circle                     |
| 2019 | Common                          | Let Love                             |
| 2019 | Over the Rhine                  | Love & Revelation                    |
| 2019 | Christian Paul                  | Strong                               |
| 2019 | Joe Henry                       | The Gospel According to Water        |
| 2020 | Molly Tuttle                    | ...But I'd Rather Be With You        |
| 2020 | Common                          | A Beautiful Revolution (Pt. 1)       |
| 2020 | Elizabeth Cook                  | Aftermath                            |
| 2020 | Draco Rosa                      | Mad Love Luxe                        |
| 2020 | Blake Mills                     | Mutable Set                          |
| 2021 | Common                          | A Beautiful Revolution (Pt. 2)       |
| 2021 | Jackson Browne                  | Downhill from Everywhere             |
| 2021 | Alessia Cara                    | In the Meantime                      |
| 2021 | Amythyst Kiah                   | Wary+Strange                         |
| 2022 | Aoife O'Donovan                 | Age of Apathy                        |
| 2022 | Gaby Moreno                     | Alegoria                             |
| 2022 | Lissie                          | Carving Canyons                      |
| 2022 | Alessia Cara                    | Duality                              |
| 2022 | Mike Campbell & The Dirty Knobs | External Combustion                  |
| 2022 | Elisa                           | Ritorno al futuro/Back to the Future |